# جيمس ماديسون كاربنتر
جيمس ماديسون كاربنتر (بالإنجليزية: James Madison Carpenter)‏ هو عالم موسيقى أمريكي، ولد في 1888، وتوفي في 1983 في بونفيل في الولايات المتحدة.